# Pomiczna
Pomiczna (ukr. Помічна) – miasto na Ukrainie w obwodzie kirowohradzkim.
Węzeł kolejowy.

## Historia
Miejscowość założona w 1868 w jelizawietgradzki ujezd guberni chersońskiej.
Podczas II wojny światowej Pomiczna była okupowana przez wojska niemieckie w 1941 r.- 1944 r.
Miasto od 1957.
W 1989 liczyło 12 322 mieszkańców.
W 2013 liczyło 9210 mieszkańców.